# جون روبرتس (كاتب)
جون روبرتس (بالإنجليزية: John Roberts)‏ هو كاتب بريطاني، ولد في 29 يونيو 1947.